# Lycée Henri-Wallon
Le lycée Henri Alexandre Wallon est un établissement d’enseignement secondaire et supérieur public à Valenciennes, dans le Nord (Hauts-de-France). 

## Histoire
La construction du collège Sainte-Croix prend fin en 1735 dans la rue Ferrand. Il devient collège de Valenciennes en 1767.  
En 1913 le lycée est édifié sur son emplacement actuel par l'architecte Paul Dusart où il occupe aujourd’hui une superficie de 2,5 hectares. 
Durant la Première Guerre mondiale, le lycée est utilisé pour accueillir des blessés. En 1914, les Allemands y établissent un hôpital militaire de 1200 lits. Ils l'utiliseront jusqu'à novembre 1918. Les dégâts occasionnés par les conflits n'épargnent pas le lycée, dont l'entrée principale et son campanile sont détruits. Cette entrée, située sur la place de la République, sera reconstruite dans un style moderne qui présentera une rupture avec le style architectural des autres bâtiments. 
En 1968, le proviseur, André Lasserez ouvre les premières classes préparatoires du lycée.   
En 1985, des nouveaux locaux destinés aux classes préparatoires sont ouverts dans l'annexe situé boulevard Henri Harpignies. Ils étaient occupés par le syndicat des transports urbains (Semurval devenu Transvilles).    
Le 1er septembre 2012, le lycée Henri Wallon accueille le DCG qui quitte le lycée André-Lurçat de Maubeuge, faute d'inscriptions dû à l'isolement de la ville. Valenciennes étant un meilleur endroit pour développer le diplôme et est mieux desservi par les transports en commun (bus, train et tram) que la ville de Sambre-Avesnois. Le DCG est enseigné dans le bâtiment en face du lycée, boulevard Henri Harpignies. Cette annexe est fermée en plusieurs étapes dans le courant de l'année 2016.   
Entre 2015 et 2016, le lycée connait une importante restructuration qui amène la création d'un nouvel internat (le précédent avait fermé dans les années 2000), la rénovation et l'agrandissement de la cantine et le rapatriement des Classes Préparatoires aux Grandes Écoles dans l'ancien gymnase du lycée, ce qui entraîne un regroupement dans l'enceinte du lycée, scindé en deux pôles, les CPGE et les lycéens.
Le samedi 20 janvier 2018, le lycée Wallon célèbre le 50e anniversaire des classes préparatoires lors d'une soirée entre la direction, les anciens et actuels professeurs mais aussi avec les anciens et actuels préparationnistes du lycée. 
Le 1er septembre 2020, Geoffroy Fontaine, ancien proviseur du Lycée Alfred-Kastler de Denain de 2014 à 2020, devient proviseur du lycée Wallon, succédant ainsi à Thierry Claisse, qui occupait ce poste depuis 2011.

## Enseignement secondaire
Les bâtiments accueillent un lycée général et technologique (filières S, ES, L et STG). Il est possible d'y apprendre l'allemand, l'italien et l'espagnol. Une section internationale britannique est également présente. 

### Classement du lycée
En 2015, le lycée se classe 82e sur 99 au niveau départemental quant à la qualité d'enseignement, et 1935e sur 2277 au niveau national.
En 2018, le lycée se classe 50e sur 99 au niveau départemental quant à la qualité d'enseignement, et 1253e sur 2277 au niveau national.
En 2021, le lycée se classe 58e sur 99 au niveau départemental quant à la qualité d'enseignement, et 1238e sur 2277 au niveau national.
Le classement s'établit sur trois critères : le taux de réussite au bac, la proportion d'élèves de terminale qui obtient le baccalauréat en ayant fait les deux dernières années de leur scolarité dans l'établissement, et la valeur ajoutée (calculée à partir de l'origine sociale des élèves, de leur âge et de leurs résultats au diplôme national du brevet).

## Enseignement supérieur
Le lycée accueille des CPGE scientifiques (MPSI, MP2I, PCSI, MP, MPI, PC, PSI), ainsi qu'une Licence DCG en 3 ans suivie du DSCG d'une durée de 2 ans en alternance et le DEC. Le lycée accueille aussi un BTS SIO, GTLA (Gestion des Transports et Logistique Associée), SAM (Support à l'Action Managériale) et BCC (Banque Conseiller de Clientèle). En 2017, la baisse des effectifs de la CPGE commerciale (ECS) amène à sa fermeture définitive. 

### Classement des CPGE
Le classement national des classes préparatoires aux grandes écoles (CPGE) se fait en fonction du taux d'admission des élèves dans les grandes écoles.
En 2015, L'Étudiant donnait le classement suivant pour les concours de 2014 :
| Filière | Élèves admis dans une grande école* | Taux d'admission* | Taux moyen sur 5 ans | Classement national | Évolution sur un an |
| --- | ----------------------------------- | ----------------- | -------------------- | ------------------- | ------------------- |
| ECS | 0 / 33 élèves                       | 0 %               | 2 %                  | 95eex-æquo sur 95   | =                   |
| MP / MP* | 3 / 94 élèves                       | 3 %               | 3 %                  | 53eex-æquo sur 114  | 11                  |
| PC / PC* | 5 / 93 élèves                       | 5 %               | 5 %                  | 38e sur 110         | 1                   |
| PSI / PSI* | 7 / 48 élèves                       | 15 %              | 15 %                 | 30e sur 120         | 1                   |
| Source : Classement 2015 des prépas - L'Étudiant (Concours de 2014). * le taux d'admission dépend des grandes écoles retenues par l'étude. Par exemple, en filières ECE et ECS, ce sont HEC, ESSEC, et l'ESCP qui ont été retenues; en filières scientifiques, c'est un panier de 11 à 17 écoles d'ingénieurs qui a été retenu selon la filière (MP, PC, PSI, PT ou BCPST). |                                     |                   |                      |                     |                     |

En 2021, au palmarès des meilleures classes préparatoires aux écoles d’ingénieur, établi par l’hebdomadaire Challenges , l’option PSI (physique, sciences de l’ingénieur) du lycée Wallon se classe 7e de France pour l’intégration au top des 9 plus grandes écoles (Polytechnique, Mines Paris, Centrale, Arts et Métiers, Supélec). Dix-sept élèves de la prépa PSI (physique, sciences de l’ingénieur) sur 33 (45,9 %) ont été admis dans ce top 9. Wallon talonne Faidherbe à Lille (sixième avec 51,1 %) et le très renommé Louis-le-Grand à Paris (5e, 54,1 %), la première prépa étant Sainte-Geneviève à Versailles (86 %). «  Et au classement des intégrations aux écoles des Arts et Métiers, Wallon est premier sur 124 établissements  » se réjouit Guillaume Wroblewski, proviseur adjoint auprès de La Voix du Nord. «  On arrive à l’excellence : l’an dernier l’option physique chimie était vingtième » ajoute-t-il. 

## DCG
Le diplôme de Comptabilité et de Gestion (DCG) est  :
- Un diplôme reconnu au niveau national et européen : les exigences sont normalisées ce qui lui donne une crédibilité évidente ;

- Une licence : reconnu comme une licence (BAC+3) il est le premier niveau d'études supérieures (Licence - Master - Doctorat) ;

- Une classe préparatoire : assimilé à une "prépa" (telles que les prépas scientifiques) le DCG dispense des enseignements de très haut niveau permettant la meilleure préparation à la poursuite d'études diverses ;

- Un accès immédiat à la vie professionnelle : même s'il ne s'agit pas de sa vocation première, le DCG est un diplôme recherché sur le marché du travail compte tenu des compétences acquises au fil des 3 années de formation.

Réformé en 2019 le DCG est une formation en adéquation avec les besoins du monde professionnel et les attentes de la poursuite d'études.
Tous les domaines du droit, de la gestion, de l'économie sont abordés au cours des 3 années de formation et s'articulent autour de 4 axes principaux :
- Le droit des affaires

- La gestion comptable et financière

- L'analyse économique et managériale

- La communication et l'environnement numérique

En janvier 2021, les étudiants du DCG 1 ont tournés des films vantant leurs formations dans le cadre du concours ''Je filme ma formation'' et du cours de Communication professionnelle.

## Personnalités liées au lycée

### Anciens élèves
- Charles Thellier de Porheville (1842-1915), Député ;
- Pierre Richard (1934), acteur, réalisateur, scénariste et producteur ;
- Jean Lefebvre (1919-2004), acteur ;
- Olivier Marlière (1950), Avocat, Maire de Valenciennes (1988-1989), conseiller municipal de Valenciennes (1971-2020), Adjoint à la culture (1978-1983), Premier adjoint avec une délégation générale (1983-1988), Député du Nord (1986-1988), conseiller municipal délégué à la sécurité (2014-2020) ;
- Omero Marongiu-Perria (1969), sociologue français de l'islam en France ;
- Jean-René Lecerf (1951), Président du conseil départemental du Nord (2015-2021), Maire de Marcq-en-Barœul (1989-2001) et Sénateur du Nord (2001-2015).

### Enseignants
- Léon Boutry (1880-1915), professeur d'histoire et géographie au lycée en 1905-1906. Son nom est inscrit au Panthéon parmi les 560 écrivains morts au combat pendant la Première Guerre mondiale.

## Galerie photos

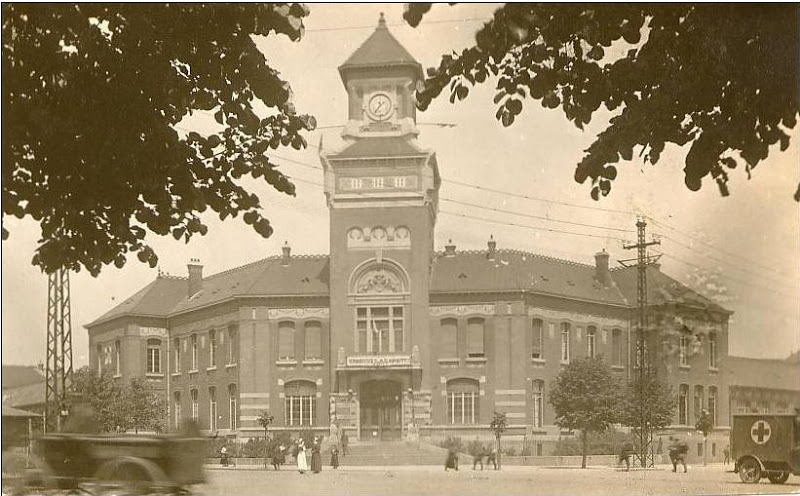